# Gesellschaft für Biologische Systematik
Die  Gesellschaft für Biologische Systematik (GfBS) ist eine deutsche wissenschaftliche Fachgesellschaft, in der Wissenschaftler mit Ausrichtung Taxonomie, Systematik, Evolution und Biodiversitätsforschung vernetzt sind. Ihre Schwerpunkte umfassen Zoologie, Botanik, Paläontologie und Protozoologie sowie die Biodiversitätsforschung mit ihren angewandten Aspekten. Die Gesellschaft wurde 1997 in Berlin gegründet. Sie hat die Rechtsform eines eingetragenen Vereins.
Die GfBS ist eine überwiegend deutschsprachige Gesellschaft, die die Interessen der Artenexperten auf wissenschaftlicher Ebene und gegenüber der Politik vertritt. Sie ist Mitglied im  Verband Biologie, Biowissenschaften und Biomedizin] (VBIO), und gehört gemeinsam mit der  Systematics Association (GB), dem  Network of Biological Systematics](A), der  Swiss Systematics Society (CH), der  Société Française de Systématique] (F), und dem  Svenska Systematikföreningen (Swe) dem europäischen Dachverband biologisch-systematischer Gesellschaften BioSyst.EU an. Jeder an Taxonomie und Systematik interessierte kann Mitglied werden; das gilt ebenso für Vereine.

## Aktivitäten
Die Gesellschaft richtet jährlich eine Fachtagung aus, bei der die besten wissenschaftlichen Beiträge von Nachwuchswissenschaftler prämiert werden.
Ein seit 1999 zweimal jährlich erscheinender Newsletter informiert über Neuigkeiten innerhalb der Gesellschaft, interessantes aus aktueller Forschung der Vereinsmitglieder und biodiversitäts- oder forschungsrelevante politische Entwicklungen.
Die GfBS gibt seit 2001 die internationale Fachzeitschrift Organisms, Diversity & Evolution (ODE) heraus. Die Artikel erscheinen in gedruckter Version als auch online und werden vom Springer Verlag publiziert.

## Arbeitsgruppen
Die Gesellschaft beherbergt zwei ständige Arbeitsgruppen. Die AG Kuratoren befasst sich mit Themen und Fragen naturkundlicher Sammlungen und fördert den fachlichen Austausch und die Vernetzung von Kuratoren. Die Junge Systematiker (AG JuSys) vernetzt jüngere Wissenschaftler im Bereich taxonomisch-systematischer Forschung, organisiert von der GfBS unterstützte Workshops zu themenrelevanten wissenschaftlichen Methoden sowie durch die Vergabe von Preisen.

## Ehrenmitglieder
Seit dem Jahr 2002 wurden sechs Wissenschaftler als Ehrenmitglieder gewählt.
- Erich Thenius (Paläontologe)
- Ernst Mayr (Evolutionsbiologe)
- Peter Ax (Zoologe)
- Friedrich Ehrendorfer (Botaniker)
- Niels Peder Kristensen (Entomologe)
- Wolfgang Wägele (Zoologe)

## Auszeichnungen
Der Bernhard Rensch Preis der GfBS beinhaltet eine personalisierte Medaille und ein Preisgeld in Höhe von 1500 Euro und wird seit 2004 jährlich für eine herausragende Doktorarbeit aus dem Gebiet der Biologischen Systematik vergeben. Er wurde von dem  verstorbenen Ehrenmitglied der GfBS Ernst Mayr durch eine Spende ermöglicht.
Bernhard-Rensch-Preisträger sind:
- 2021:  Juliane Kretschmann, Ludwig-Maximilians-Universität München, für ihre Dissertation „Diversity, morphology, and taxonomy of selected dinophytes“
- 2020:  Gabriel S. Ferreira, Universität Tübingen, für seine Dissertation „Patterns of morphological evolution in the skull of turtles: contributions from digital paleontology, neuroanatomy and biomechanics“
- 2019:  Alexander Zizka, Universität Göteborg, für seine Dissertation “Big data insights into the distribution and evolution of tropical diversity”.
- 2018: Flora Ihlow, Zoologisches Forschungsmuseum Koenig, für ihre Dissertation "Herpetodiversity of Asia with a Special Focus on the Taxonomy, Ecology, and Distribution of Southeast Asian Chelonians"
- 2017:  Guillaume Chomicki, University of Oxford, für seine Dissertation "Ant/Plant Symbioses: Evolution, Specialization, and Breakdown".
- 2016:  Martin Husemann, Universität Halle, für seine Dissertation "Evolutionary forces driving population differentiation in Lake Malawi rock-dwelling cichlids (Pisces: Cichlidae)".
- 2015:  James M. Neenan, Universität Zürich, für seine Dissertation: „Evolution and systematics of placodont marine reptiles“.
- 2014:  Alexander Blanke, Universität Bonn, für seine kumulative Dissertation "The Palaeoptera-Problem and the Evolution of Head-Structures of Dicondylia (Insecta)".
- 2013:  Alexander Sang-Jae Suh, Universität Münster, für seine Dissertation "Avian Retroposons – Windows into the Past of Avan Sex Chromosome Evolution and Early Bird Phylogeny".
- 2012:  Lena Menzel, DZMB Wilhelmshaven, für ihre Dissertation „Argestidae Por, 1986 (Copepoda, Harpacticoida) in the deep sea - systematics and geographical distribution“.
- 2011: Ingmar Werneburg, Universität Zürich, für seine Dissertation "Evolution and Development of turtles: Organogenesis and Cranial Musculature".
- 2009:  Joachim T. Haug, Universität Ulm, für seine Dissertation: "Arthropod Ontogeny - Fossil Record of Development and 4-dimensional Data (Morphological Changes during Ontogeny) in Phylogenetic Systematics".
- 2008:  Christian Wirkner, Universität Rostock, für seine Dissertation: "Morphology and Evolution of the Circulatory System in Peracarida".
- 2007:  Albrecht Manegold, Senckenberg Frankfurt am Main, für seine Dissertation: "Phylogenie und Evolution der Rakken-, Specht- und Sperlingsvögel".
- 2005:  Anna Hundsdörfer, Senckenberg Dresden, für ihre Dissertation: "Systematik und Phylogenie (morphologisch und molekulargenetisch) der Schwärmergattung Hyles".
- 2004:  Martin Fanenbruck, Bochum, für seine Dissertation „Die Anatomie des Kopfes und des cephalen Skelett-Muskelsystems der Crustacea, Myriapoda und Hexapoda: Ein Beitrag zum phylogenetischen System der Mandibulata und zur Kenntnis der Herkunft der Remipedia und Tracheata“.

Die Ehrennadel der GfBS wird für besondere Verdienste um die Gesellschaft verliehen und ist mit einer lebenslangen Mitgliedschaft verbunden.
Ehrennadel-Träger sind:
- Dieter Waloßek, Universität Ulm. Er war 10 Jahre lang Schriftleiter der GfBS.
- Horst-Kurt Schminke, Universität Oldenburg, für seine Verdienste um die Systematik und Taxonomie im Allgemeinen und die GfBS im Besonderen, deren Gründungspräsident er war.